# 李田林
李田林（？年—1995年）。吉林省省城吉林市人。民國37年（1948年）在合江省選區當選第一屆立法委員

## 生平[1]
- 吉林省立女中女師畢業
- 東北大學
- 九一八事變時轉學天津南開大學畢業
- 美國哥倫比亞大學研究院畢業
- 天津市政府秘書[2]
- 北平市社會局視察
- 鐵道部專員
- 中國航空公司總公司秘書
- 行政院及財政部婦女運動委員會委員
- 民國37年，當選立法委員，曾出席第一屆立法院第5會期外交委員會。
- 後來移民巴西聖保羅市，再至美紐約任教[3][4]。